# ستيفن ر. سميث (عسكري)
ستيفن ر. سميث (بالإنجليزية: Stephen R. Smith)‏ هو عسكري أمريكي، ولد في 28 أغسطس 1836، وتوفي في 1889 في نيو هيفن في الولايات المتحدة.